# Isla Tiuleni
La isla Tiuleni (en ruso: остров Тюлений) es una pequeña isla en la parte suroeste del mar de Ojotsk. Se encuentra a 12 km al suroeste del cabo Terpeniya (en el sur de la península Terpeniya, isla de Sajalín). Administrativamente pertenece al óblast de Sajalín (raión de Poronaisk) de la Federación Rusa.
En la isla habitan osos marinos árticos, leones marinos de Steller y grandes colonias de aves marinas.
La isla Tiuleni es un zakáznik (una especie de Reserva Natural limitada a especies concretas), con el que se protege a los osos marinos árticos, una especie que estaba al borde de la extinción después de la caza indiscriminada a finales del siglo XIX.